# Wiktor Klimow
Wiktor Wiktorowytsch Klimow (ukrainisch: Віктор Вікторович Клімов; * 10. Dezember 1964 in Simferopol) ist ein ehemaliger sowjetischer und ukrainischer Radrennfahrer und Weltmeister im Radsport.

## Sportliche Laufbahn
Klimow war im Straßenradsport aktiv und gebürtiger Ukrainer. Er begann 1976 mit dem Radsport. Er startete in der ehemaligen Sowjetunion in der Nationalmannschaft. Klimow war Teilnehmer der Olympischen Sommerspiele 1988 in Seoul. Dort kam er mit dem sowjetischen Straßenvierer im Mannschaftszeitfahren auf den 7. Rang.
1985 gewann er bei den Straßenradsport-Weltmeisterschaften mit Ihar Sumnikau, Wassyl Schdanow und Asjat Saitow das Mannschaftszeitfahren. Bei den Straßenradsport-Weltmeisterschaften 1987 holte er mit Jewhen Sahrebelnyj, Asjat Saitow und Ihar Sumnikau die Silbermedaille. Im Einzelrennen kam er auf den 8. Platz und war damit bester sowjetischer Fahrer, 1986 war er 89. geworden. 1989 wurde er auf dem 9. Rang klassiert. Im Mannschaftszeitfahren der Weltmeisterschaften 1989 gewann Klimow mit Juri Manuilin, Oleh Halkin und Jewhen Sahrebelnyj die Bronzemedaille.
Im Giro del Bergamasco 1985 wurde er Gesamtzweiter und holte einen Etappensieg. 1989 gewann er eine Etappe in der Kuba-Rundfahrt. Den nationalen Titel im Mannschaftszeitfahren gewann Klimow (mit Sergei Woronin, Jewgeni Korolkow, Sergei Nawolokin) 1986, 1988 und 1989. 1987 holte er den Titel im Paarzeitfahren mit Wassyl Schdanow als Partner. 1989 gewann Klimow die Straßenmeisterschaft der Sowjetunion vor Konstantin Bankin. 1984 wurde er hinter Nentcho Stajkow Zweiter in der Bulgarien-Rundfahrt. Im Giro del Bergamasco 1987 wurde er Gesamtzweiter. Die Internationale Friedensfahrt bestritt Klimow dreimal. 1985 wurde er 29., 1986 4. und 1987 19. In der Tour de l’Avenir 1987 wurde er 40., 1989 26. 
Von 1989 bis 1993 war Klimow Berufsfahrer. Als Radprofi gewann Klimow 1991 das Memorial Manuel Galera und das Etappenrennen Troféu Joaquim Agostinho, eine Etappe bei Paris–Nizza sowie eine Etappe der Volta a Galicia. In der Vuelta a La Rioja 1992 wurde er Dritter. Bei den Straßenradsport-Weltmeisterschaften 1992 wurde 75. im Profirennen.
Die Vuelta a España fuhr er viermal. 1992 wurde er 100. und 1993 35. im Endklassement. 1990 und 1991 war er ausgeschieden. Im Giro d’Italia startete er dreimal. 1990 wurde er 103., 1991 34. und 1992 67. der Gesamtwertung. 
Ab 1994 startete er wieder als Amateur. 1994 wurde er Zweiter in der Bulgarien-Rundfahrt. Er absolvierte ein Sportstudium und war als Trainer tätig.